# Rubovietnamia nonggangensis
Rubovietnamia nonggangensis är en måreväxtart som beskrevs av F.J.Mou och D.X.Zhang. Rubovietnamia nonggangensis ingår i släktet Rubovietnamia och familjen måreväxter. Inga underarter finns listade i Catalogue of Life.